# Déli papírdarázs
A déli papírdarázs (Polistes dominula) a rovarok (Insecta) osztályának a hártyásszárnyúak (Hymenoptera) rendjébe, ezen belül a redősszárnyúdarazsak (Vespidae) családjába tartozó faj.

## Előfordulása
Európa és Ázsia melegebb kontinentális és mediterrán éghajlatú területein honos, valamint az Amerikai Egyesült Államok keleti részén elterjedt. Magyarországon is honos.

## Életmódja
Az előző nyáron kelt, áttelelő királynő a fészkét faüregekbe, padlásokra építi. A fészek sejtjeinek száma 250 felett is lehet. A lerakott petéket, majd a kikelő lárvákat az első dolgozók kikeléséig egyedül neveli. A lárváikat eleinte nektárral, gyümölcsnedvekkel etetik, majd különböző rovarokkal táplálják. A kifejlett példány virágnektáron és édes nedveken él.

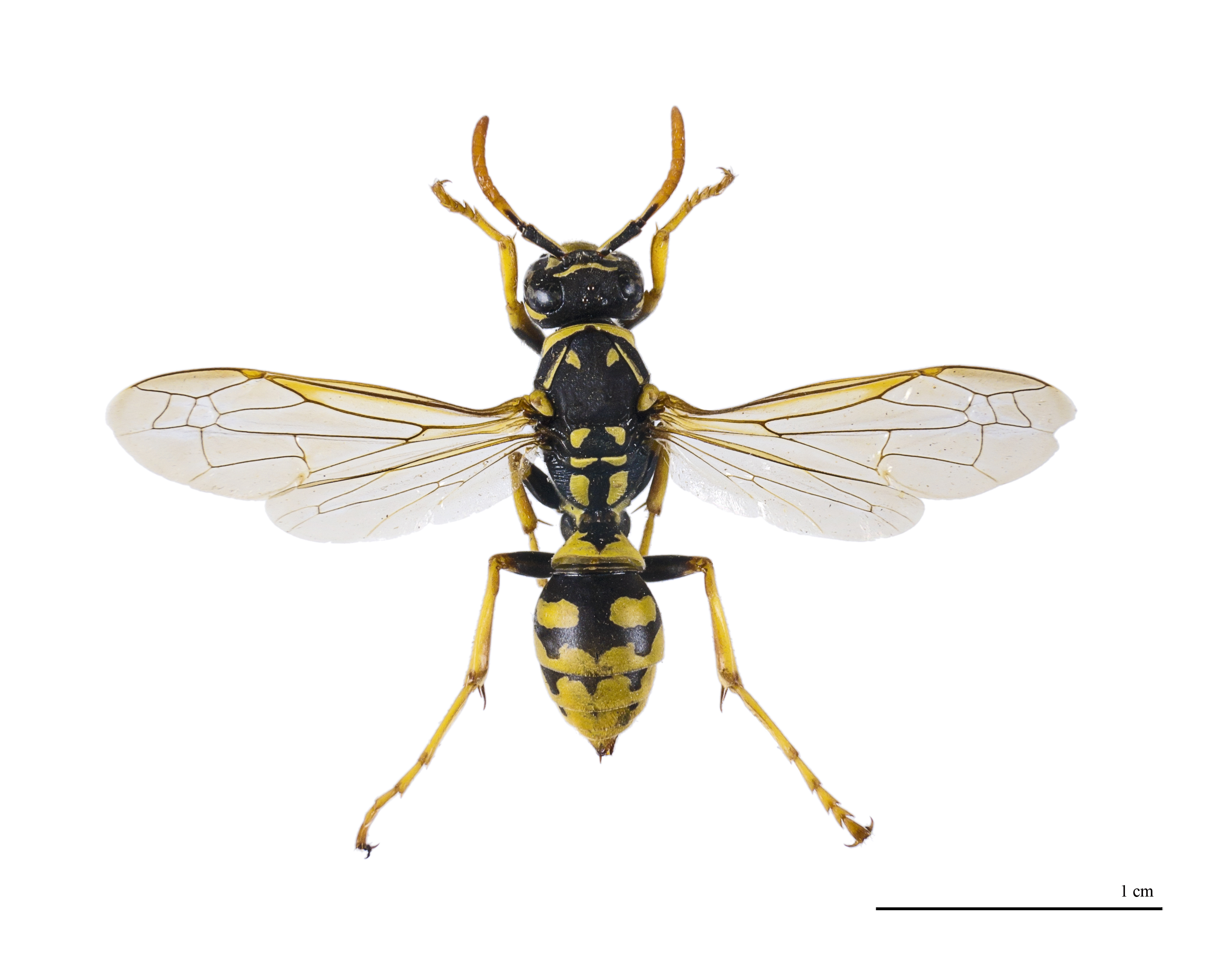
Polistes dominula

|  |  |  |